# Ustrój polityczny Aten (Stary Oligarcha)
Ustrój polityczny Aten (gr. Άθηναίων πολιτεία, Athenaion politeia) lub Ustrój ateński – anonimowy grecki traktat polityczny powstały po 431, a przed 424 r. p.n.e.

## Autorstwo
Autor dzieła nie jest znany. Anonima nazywa się Starym Oligarchą, Starym Arystokratą lub Pseudo-Ksenofontem.  Był on ateńskim arystokratą, żyjącym w V wieku p.n.e. Określenie „Stary Oligarcha” lub „Stary Arystokrata” pochodzi z jego orientacji politycznej, natomiast „Pseudo-Ksenofont” nawiązuje do Ksenofonta z Aten, pisarza i historyka. Badacze ustalili, że Ksenofont z Aten nie był autorem tego traktatu. Źródłem pomyłki była wzmianka w Żywotach i poglądach słynnych filozofów Diogenesa Laertiosa, który umieścił Ustrój ateński na jego liście dzieł. Diogenes zastrzegł jednak, że Demetriusz z Magnezji, kwestionował autorstwo Ksenofonta. Rękopisy „Żywotów” nie dają pewności, co do zapisu. Jeden z nich podaje „Ustrój Ateńczyków Ksenofonta”, a dwa najstarsze mają „Ustrój Ateńczyków Ksenofonta retora”. Niewykluczone, że imię autora brzmiało Ksenofont. W celu odróżnienia go od bardziej znanego Ksenofonta z Aten, dodano do imienia przydomek „retor”. Wśród osób o tym imieniu w czasach powstania dzieła znany był Ksenofont, syn Eurypidesa. Pełnił on funkcję stratega w 429 r. oraz wodza wyprawy przeciw trackim Chalkidejczykom i Bottyjczykom.
Według hipotez różnych badaczy autorstwo przypisywane jest m.in. Kritiasowi, historykowi Tukidydesowi bądź jego dziadkowi.
Dzięki badaniom nad traktatem ustalono, że autor był prawdopodobnie Ateńczykiem (stosuje niektóre wyrażenia w pierwszej osobie liczby pojedynczej i mnogiej), oligarchą (wyraża się niepochlebnie o demokracji), znawcą żeglarstwa (używa terminologii żeglarskiej, podaje uwagi na temat ateńskiej talassokracji) czy nawet uchodźcą.
Traktat powstał prawdopodobnie po 431 r. p.n.e., ponieważ autor wspomniał, że Ateńczycy z obawy przed spustoszeniami Attyki, przenoszą majątki na wyspach (2,16). Datę 424 jako terminus ante quem przyjęto dzięki informacjom znajdującym się w dziele. Autor Ustroju uznał za niemożliwe to, czego dokonał później Brazydas, wódz spartański (2, 5) przeprowadzając wielodniową kampanię lądową na terenie Tracji.

## Dzieło i jego streszczenie
Dzieło jest najstarszym tekstem prozaicznym napisanym w dialekcie attyckim. Składa się z trzech części. Tytuł traktatu jest tłumaczony na kilka sposobów: Ustrój Aten, Ustrój Ateńczyków, Ustrój polityczny Aten lub Ustrój polityczny Ateńczyków. Dzieło, jako tekst teoretyczny jest dogłębną i rzeczową [?] analizą ustroju demokratycznego. Autor wyraża wiele błyskotliwych myśli, lecz czyni to w sposób nieudolny pod względem syntaktyczno-stylistycznym. Traktat wymyka się wszelkim kryteriom historyczno-literackiej oceny. Wznosi się na poziom ogólny, a nie szczegółowy. Atakuje demokrację, przedstawia własny pogląd na sprawiedliwość, która zdaniem autora jest związana z przewodnią rolą ludzi szlachetnych i kompetentnych w życiu państwa. Dzieło jest nie tylko źródłem historycznym, ale także świadectwem greckiej filozofii polityki.
Traktat w języku polskim wydano:
- Rzecz o ustawie ateńskiej przypisywana Ksenofontowi, przekł. J. Wierzbicki, Nowy Sącz 1895.
- Ustrój polityczny Aten, przekł. M. Borowska, K. Holzman, [w:] Wybór źródeł do dziejów starożytnej Grecji i hellenizmu, oprac. A. Mączakowa, Wydawnictwa UW, Warszawa 1983, s. 185-196; przedruk [w:] Wybór źródeł do historii starożytnej, oprac. A. S. Chankowski, IH UW, Warszawa 1995.
- Ustrój Ateńczyków, przekł. A. Rodziewicz, [w:] Rodziewicz A., Ustrój Ateńczyków i jego nieznany autor, „Meander” 61 (2006), s. 204-212.

Poniżej przedstawiono Ustrój ateński, składający się z trzech części, w formie streszczenia:

### Część 1
Anonimowy autor rozpoczyna od dezaprobaty ateńskiego ustroju połączonej z pewnym podziwem dla jego pomysłowości. W Atenach uprzywilejowano ludzi niskiego stanu. Ubodzy i lud mieli przewagę nad bogatymi ze względu na obsadę okrętów oraz byli siłą państwa. Wioślarze i budowniczowie okrętów dawali więcej miastu niż hoplici, bogaci oraz szlachetni. Wydawało się to sprawiedliwe, by wszyscy obywatele mieli dostęp do rządów oraz mieli prawo głosu. Ateńczycy nie chcieli losowania urzędu stratega lub hipparcha. Miały one być w rękach najznakomitszych. Lud poszukiwał urzędów płatnych dla własnej korzyści. To, co najlepsze było przeciwne demokracji. Szlachetni dbali o rzeczy szlachetne. Lud natomiast był nieokrzesany i podły, czynił haniebnie. Ateńczycy pozwalali przemawiać hołocie w Radzie. Państwo nie mogło w ten sposób osiągnąć świetności. Demokracja natomiast trzymała się dobrze. Lud nie chciał zniewolenia dobrym prawem, lecz wolał być wolny. Niewolników i metojków nie wolno było bić. Ubiór ludu i wygląd Ateńczyków nie był lepszy od nich. Państwo potrzebowało metojków do wielu rzemiosł, do służby morskiej. Stąd traktowało ich na równi z obywatelami. Lud w przeciwieństwie do gimnastyków i muzyków, popierał bogate osoby organizujące chór, przygotowujące zapasy i utrzymujące triery. {zdanie niezrozumiałe} Oczerniali ludzi szlachetnych przed sprzymierzeńcami. Zmuszali sojuszników do procesowania się w Atenach. Przeciwników ludu niszczyli w sądach, a zwolenników ocalali. Zarabiali na procesach sprzymierzeńców dając kwatery, wynajmując zaprzęg lub niewolników. Ateńczycy mając majątki poza Attyką i sprawując funkcje państwowe nauczyli się życia żeglarskiego. Stali się dobrymi sternikami.

### Część 2
Hoplici w przeciwieństwie do przeciwników, mieli przewagę nad sojusznikami. Wielkie miasta były uległe Atenom ze strachu, natomiast małe dla korzyści. Ateńczycy, jako władcy morza mogli niszczyć ziemie silniejszych. Mogli wypłynąć daleko od kraju, natomiast władcy lądu nie mogli oddalić się za daleko na wielodniową wyprawę. Wojsko lądowe było powolne, posiadało małą ilość pożywienia i musiało iść przez przyjazne terytoria. Ateńczycy dzięki panowaniu nad morzem odkryli różne rodzaje uciech. W życiu społecznym doszło do połączenia kultury greckiej z barbarzyńską. Mieszkańcy, ze względu na ubogich, wymyślili składanie ofiar ze zwierząt na koszt państwa. Motłoch  więcej korzystał z ufundowanych przez państwo palestr, przebieralni i łaźni. Bogaci natomiast mieli prywatne obiekty. Ateńczycy osiągnęli bogactwo dzięki towarom do budowy okrętów. Zakazali sprzedawać je przeciwnikom, pod groźbą zakazu pływania po morzu. Brakowało im to, że jeżeli by zamieszkiwali wyspę, mieliby przewagę nad wrogami. Dopóki by rządzili morzem, nie byłaby niszczona ich ziemia. Nie musieliby bać się wydania miasta przez zdrajców, ani wtargnięcia wrogów. Skoro tak nie było, wierząc w swoją potęgę morską, swoje majątki umieszczali na wyspach, a Attykę dopuszczali do pustoszenia. Co do niedotrzymywaniu sojuszy i przysiąg lud mógł zrzucać winę na wnioskodawcę i poddającemu pod głosowanie. Pozostali mogli mówić, że ich nie było na zatwierdzaniu umowy przed Zgromadzeniem. Ateńczycy, w przeciwieństwie do jednostek, zabraniali wyszydzać lud w komediach. Darzyli sympatią ludzi sympatyzującymi z nimi, nawet niegodziwych. Wybaczyłem im demokrację, ponieważ działali w swoim interesie. W państwie demokratycznym łatwo uchodziły płazem czyny niesprawiedliwe.

### Część 3
Nie pochwalał sposobu funkcjonowania ustroju ateńskiego. Skoro mieli demokrację, dobrze posługiwali się tą odmianą ustroju. Obcokrajowcy zarzucali Ateńczykom niemożność załatwienia swoich interesów w urzędach, nawet przez rok. Wynikało to z nadmiaru spraw. Jak mogli się z tym uporać, skoro obchodzili najwięcej świąt w świecie greckim, rozstrzygali wiele procesów prywatnych, skarg, sprawozdań. Rada natomiast dyskutowała o wojnie, zdobywaniu pieniędzy, legislacji, sprawach sojuszników, przyjmowała daniny oraz nadzorowała stocznie i święte przybytki. Zgadzał się, że za pieniądze załatwiało się dużo spraw na Radzie lub Zgromadzeniu. Wiedział jednak, że państwo nie może obsłużyć wszystkich petentów. Musiało zajmować się sprawami dbania o wyposażenie okrętu, rozstrzyganiem, kto ma zostać choregiem podczas świąt państwowych, przestępstwami wojskowymi, atakami na czyjąś godność lub bezbożnością. Można było jedynie dodać lub odjąć jakiś szczegół. W poprawieniu ustroju można było wymyślić różne rozwiązania. Ateńczycy i w tym podejmowali złe decyzje. W konfliktach wewnętrznych innych państw przechodzili na stronę ludzi gorszych. Gdy brali stronę ludzi znamienitych, nie przyniosło im to korzyści. W sprawach praw obywatelskich były nieliczne przypadki niesprawiedliwego jej odbierania. O obaleniu ustroju myśleli ci, którym bezprawnie odebrano prawa. Obywatelstwo ateńskie można było stracić, jeżeli ktoś naruszył prawo w działalności państwowej. Stąd nie było obawy, że z ich strony groziło jakieś niebezpieczeństwo.